# 富田勇太郎
富田 勇太郎（とみた ゆうたろう、1883年8月12日 - 1946年2月24日）は、日本の官僚、銀行家。大蔵省理財局長、満州興業銀行初代総裁。

## 経歴
旧福岡藩士・富田一郎の四男として、福岡県に生まれる。1901年福岡県中学修猷館、1904年第一高等学校英法科を経て、1908年東京帝国大学法科大学政治学科を卒業（銀時計）し、大蔵省に入省。同年高等文官試験行政科に合格する。
1909年4月から1913年2月にかけて、大蔵省専売局書記としてヨーロッパに出張。この頃、在英国大使館には、同じ修猷館出身の参事官山座円次郎、二等書記官広田弘毅、駐在武官原口初太郎がおり、夜ごと山座の部屋に集っては、博多弁丸出しの談論風発で親交を深めている。
1916年12月理財局国債課長となり、1917年には中野正剛が主催した勉強会「東方会」（1933年に中野が結成した同名の思想団体とは別）に参加し、財界の木村雄次・金子直吉、陸軍の林銑十郎・荒木貞夫、外務省の小村欣一・木村鋭一、学界の塩沢昌貞・杉森孝次郎・吉野作造・内藤湖南らと集って、アジアの未来を語り合った。その後、1918年10月理財局国庫課長を経て、1924年1月大蔵省理財局長に就任。10年に渡って同局長を務め、1927年の昭和金融恐慌、1930年の金輸出解禁と1931年の再禁止などの経済的混乱の収拾に当たった。1925年4月からは預金部長も兼務している。また、1927年には田中義一首相が主催した「東方会議」において、大蔵省の代表として出席している。
1934年2月からは、海外駐箚財務官としてイギリス・フランス・アメリカに駐在し、1936年11月大蔵省を辞職。同年設立された満洲興業銀行の初代総裁に就任し1941年1月まで在任する。その後、1945年5月から8月まで大蔵省財政顧問を務める。
妻・幸子は三宅正太郎の妹。

## 栄典
- 1920年（大正9年）11月1日 - 勲四等瑞宝章[6]